# Heilig-Geist-Kirche (Osnabrück-Sonnenhügel)
Koordinaten: 52° 17′ 48,4″ N, 8° 3′ 10,5″ O
Die Heilig-Geist-Kirche im Osnabrücker Stadtteil Sonnenhügel ist eine römisch-katholische Kirche.

## Lage
Die Kirche liegt im mitten im Osnabrücker Stadtteil Sonnenhügel an der Lerchenstraße.

## Geschichte
Bereits in den 1930er-Jahren war ein Kirchenbau auf dem Sonnenhügel geplant gewesen, aber erst Anfang der 1950er-Jahre wurde das Vorhaben konkret. Die Kirche wurde nach den Plänen des Architekten Johannes Garthaus errichtet. Am Pfingstmontag 1954 legte der Erzbischof Wilhelm Berning den Grundstein der Kirche aus Trümmerstücken des Osnabrücker Doms, welcher im Zweiten Weltkrieg beschädigt wurde. Am 15. Mai 1955 wurde die Heilig-Geist-Kirche geweiht.
Im Januar 2010 wurde die Kirchengemeinde mit den Gemeinden Christus König aus Haste und St. Franziskus in der Dodesheide zusammengeschlossen zur neuen Pfarrei Christus König im Stadtdekanat Osnabrück des Bistums Osnabrück.
Nach intensiver Renovierung und Verkleinerung des Kirchenraums zu Gunsten der angeschlossenen Kita in den Jahren 2018/19 wurde die Kirche am 17. März 2019 wieder eröffnet.
Auf der Empore im hinteren Teil der Kirche steht eine Orgel der Manufaktur Orgelbau Kreienbrink aus dem Jahr 1968 mit einem Umfang von 23 Registern auf zwei Manualen und Pedal.
Im Kirchturm hängt ein vierstimmiges Glockengeläut aus Eisenhartgussglocken, das 1965 vom Bochumer Verein gegossen wurde und in den Schlagtönen c′  – e′  – g′  – a′  erklingt.